# Koeleria mendocinensis
Koeleria mendocinensis är en gräsart som först beskrevs av Lucien Leon Hauman, och fick sitt nu gällande namn av Calderon och Elisa G. Nicora. Koeleria mendocinensis ingår i släktet tofsäxingar, och familjen gräs. Inga underarter finns listade i Catalogue of Life.